# Verbo auxiliar
En gramática tradicional, un verbo auxiliar es un verbo que proporciona información gramatical y semántica adicional a un verbo de significado completo. 
Típicamente el verbo auxiliar lleva las desinencias de número y persona gramatical, y el verbo al que acompaña queda en forma no personal (en español, por ejemplo, infinitivo, gerundio o participio). A pesar de ello, la carga semántica recae sobre el verbo principal y, por tanto, es el que selecciona su sujeto y sus complementos.

## Definición general
Desde un punto de vista lingüístico, es extremadamente difícil, dar una definición precisa de verbo auxiliar. Típicamente un verbo auxiliar es algún tipo de morfema que tiende a carecer de contenido léxico y su ocurrencia está más o menos gramaticalizada y expresa típicamente categorías verbales, frecuentemente aspecto, modo y a veces también tiempo, polaridad negativa o voz.
Esta definición es vaga, pero resulta difícil precisarla más dada la gran variedad de usos y ocurrencias de auxiliares en las lenguas del mundo. De hecho se ha señalado que la diferencia entre verbos léxicos, verbos auxiliares y afijos verbales es una cuestión de grado de gramaticalización. Los auxiliares frecuentemente presentan características entre los verbos léxicos normales que tienen significado referencial y los afijos verbales que únicamente tienen significado gramatical y son fonológicamente dependientes de la raíz verbal a la que se une.
El número de auxiliares de una lengua es siempre un número finito y generalmente reducido, aunque en el proceso de cambio lingüístico altera el número de auxiliares con el tiempo. Algunos auxiliares caen en desuso y se pierden mientras, que el proceso de gramaticalización crea nuevos auxiliares de verbos léxicos que van perdiendo significación referencial. De hecho la secuencia de cambio:
Verbo léxico (VL) > Verbo auxiliar (VA) > Afijo (AF)
es común en muchas lenguas y observable en las lenguas con registros históricos largos. Por ejemplo en español el verbo 'haber' (< latín habeo) solo es un verbo auxiliar y ha dado lugar a afijos de futuros a partir del verbo latino que significaba 'tener'
(VL) cantare habeo 'he de cantar, tengo que cantar' > (VA) *cantar he > (AF) cantaré (desinencia -é)
Esta formación del futuro es común a todas las lengua romances y exhibe la secuencia mencionada, que va desde un verbo léxico pleno a un afijo. Frecuentemente un verbo auxiliar puede tener usos como verbo léxico y como verbo auxiliar, mostrando que en diferentes construcciones exhibe diferente grado de gramaticalización. Por ejemplo en inglés la oración:
I am going to work
(a) 'Voy al trabajo' (movimiento)
(b) 'Voy a [ponerme a] trabajar' (construcción con auxiliar)
Es ambigua, en la interpretación (a) going es un verbo léxico completo que indica movimiento, pero en la interpretación (b) es un auxiliar que indica aspecto incoativo.

## Auxiliares en lenguas europeas
Los verbos auxiliares que aparecen en las lenguas europeas generalmente sirven para expresar modalidad, obligación o aspecto.
En español, y en la mayoría de lenguas europeas, el verbo auxiliar es una forma finita conjugada del verbo, ya que es el núcleo del ST; que acompaña a una forma no finita de otro verbo que proporciona el significado léxico: estoy pensando en ello. En el ejemplo mencionado arriba, el verbo auxiliar estoy está conjugado en tiempo presente, en compañía del verbo léxico pensando, el cual no tiene tiempo y es el núcleo del sintagma verbal. Los verbos auxiliares se usan para formar las formas compuestas de los verbos, la pasiva y las perífrasis verbales:
He comido helado
Ha sido premiado.
Están reunidos.
Está escribiendo una carta.
En las lenguas indoeuropeas los verbos auxiliares frecuentemente se usan para expresar matices relacionados con la modalidad o el aspecto:
- Aspecto perfecto. Esto sucede en todas las lenguas romances, además de inglés y en alemán, entre otros. En estas lenguas se usa la correspondiente forma para el verbo 'haber' o 'ser'.
- Acción en curso, expresada en varias lenguas europeas modernas con el verbo ser más un gerundio.
- Obligación, posibilidad, deseo.

Desde un punto de vista sintáctico generativista el verbo auxiliar generalmente encabezará el sintagma de tiempo, razón por la cual en algunas lenguas como el inglés o el francés el verbo léxico que generalmente ocupará la posición de sintagma verbal puede no ser adyacente al verbo auxiliar.
Los auxiliares del inglés, el francés y el alemán, son similares sintácticamente a los del español, en el sentido que parecen ser el núcleo sintáctico del sintagma de tiempo (ST), aunque presentan detalles que difieren del español. También algunas lenguas europeas de la familia urálica como el finés presentan auxiliares que encabezan el ST como olla 'ser'.

## Auxiliares en lenguas africanas
Las lenguas mandé tienen formas verbales invariantes según persona o tiempo, aunque algunas tienen flexión de la raíz verbal para expresar aspecto gramatical. El tiempo (pasado, presente, futuro), la polaridad y a veces también el aspecto, se realiza mediante auxiliares. Estos auxiliares puede considerarse que encabezan el sintagma de tiempo. Algunos ejemplos tomados del soninké:
|            | Afirmativa                                      | Negativa                                            |
| ---------- | ----------------------------------------------- | --------------------------------------------------- |
| Imperfecto | (1a) A wa riini 3ªPER AUX venir 'él viene'      | (1b) A nta riini 3ªPER AUX venir 'él no viene'      |
| Perfecto   | (2a) A Ø ri 3ªPER AUX venir.PERF 'él ha venido' | (2b) A ma ri 3ªPER AUX venir.PERF 'él no ha venido' |